# Hethersett
Hethersett ist ein großes Dorf in Norfolk, etwa 10 km südwestlich von Norwich. Das Dorf nimmt eine Fläche von 10,92 km² ein und hatte im Jahr 2001 eine Bevölkerung von 5.441, die sich auf 2.321 Haushalte verteilte.

## Sehenswürdigkeiten
Das Dorf besitzt die Kirche St. Remigius, die im 14. Jahrhundert entstand und im 15. Jahrhundert weiter ausgebaut wurde.

## Bildung
Die Hethersett Old Hall School ist eine unabhängige Schule in Hethersett. Sie ist eine Tagesschule für Mädchen von 4 bis 18 Jahren und für Jungs von 4 bis 11 Jahren und zudem auch ein Internat für Mädchen von 9 bis 18 Jahren.

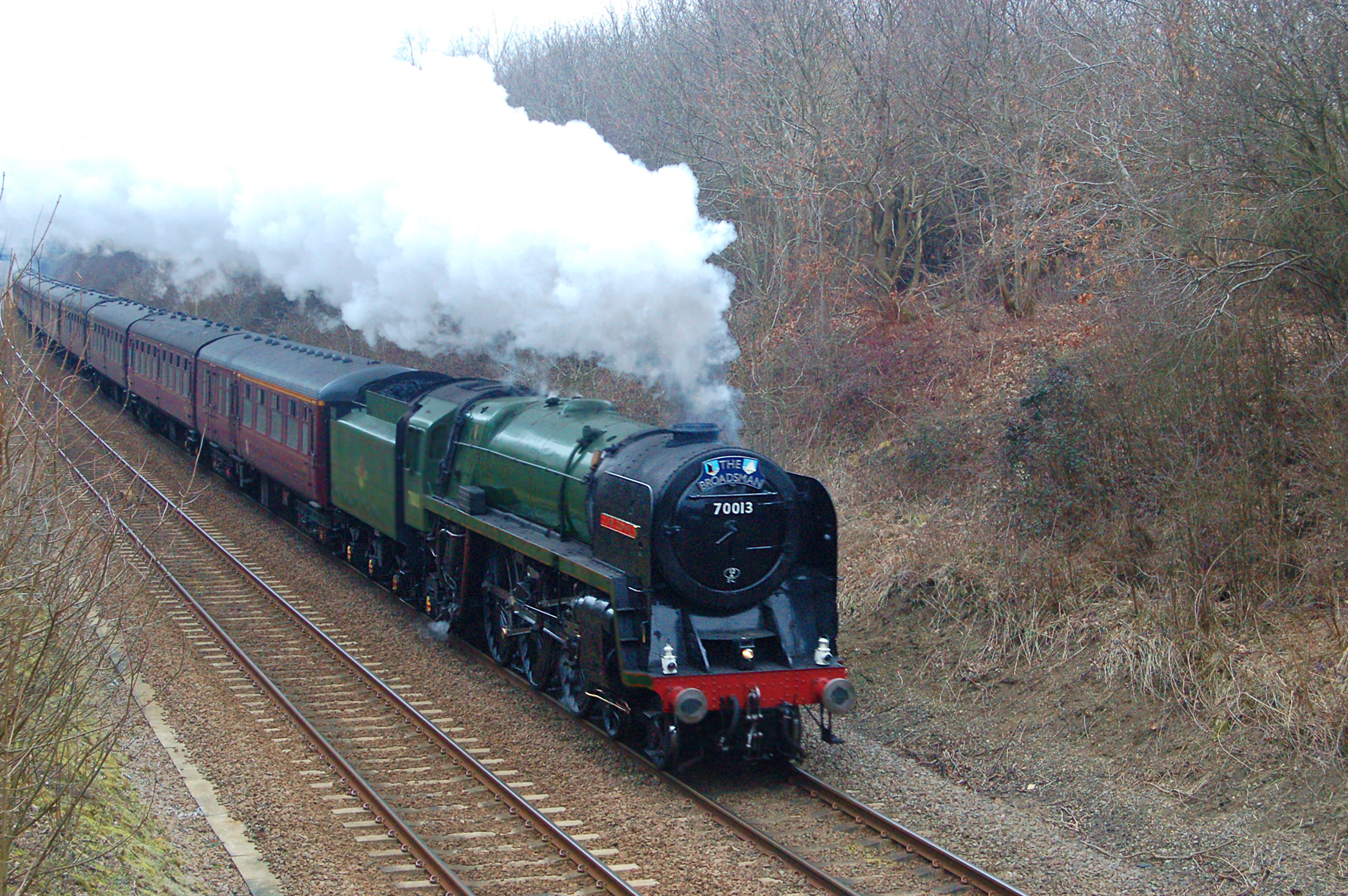
Lokomotive 70013 Oliver Cromwell
auf der Strecke zwischen Ely und Norwich nahe Hethersett am 11. März 2010.